# Festivitate de premiere
Festivitate de premiere este un film românesc din 1985 regizat de Dinu Șerbescu.